# Parkent
Parkent (uzb. cyr. Паркент; ros. Паркент, Parkient) – miasto we wschodnim Uzbekistanie, w wilajecie taszkenckim, siedziba administracyjna tumanu Parkent. W 1989 roku liczyło ok. 31,5 tys. mieszkańców. Ośrodek przemysłu włókienniczego, odzieżowego i spożywczego.
Miejscowość otrzymała prawa miejskie w 1984 roku.